# Åsarpasjön
Åsarpasjön är en sjö i Eksjö kommun och Vetlanda kommun i Småland och ingår i Emåns huvudavrinningsområde. Sjön har en area på 0,0871 kvadratkilometer och ligger 213,9 meter över havet. Sjön avvattnas av vattendraget Emån.

## Delavrinningsområde
Åsarpasjön ingår i det delavrinningsområde (638112-144665) som SMHI kallar för Ovan 638102-144725. Medelhöjden är 225 meter över havet och ytan är 21,72 kvadratkilometer. Räknas de 17 delavrinningsområdena uppströms in blir den ackumulerade arean 181,15 kvadratkilometer. Delavrinningsområdets utflöde Emån mynnar i havet. Delavrinningsområdet består mestadels av skog (55 %), öppen mark (14 %) och jordbruk (24 %). Avrinningsområdet har 0,23 kvadratkilometer vattenytor vilket ger det en sjöprocent på 1,1 %.